# Hrvatsko-bugarska bitka 927. godine
Hrvatsko-bugarska bitka (27. svibnja 927. ili 926. godine) dogodila se u neimenovanom neprohodnom prodručju u kojoj je Hrvatsko Kraljevstvo porazila Prvo Bugarsko Carstvo pod vodstvom kneza Alogobotura.
Godine 924. Bugari su napali Srbiju i porazili župana Zahariju, koji je potom pronašao sklonište u Hrvatskom Kraljevstvu. Ovo je bio povod napadu kojeg je bugarski car Simeon izvršio na Hrvatsku poslavši jednog od svojih knezova.
Prema Konstantinu Porfirogenetu, Hrvatska je u to doba mogla podići kopnenu vojsku od 100.000 pješaka i 60.000 konjanika te ratnu mornaricu od 80 velikih i 100 manjih galija, što se smatra nepouzdanim i pretjeranim. Na primjer, izvori slično govore i o Fridriku Barbarossi, koji je tijekom Trećeg Križarskog rata podigao vojsku od 100.000 vojnika i 20.000 viteza, što povjesničari također odbacuju.

## Povijesni izvori
- Theophanes Continuatus:

Na 27. mjeseca svibnja, tijekom 15. indikcije, Symeon, vladar Bugara, vodio je vojsku protiv Hrvata u bitci dok se borio s njima, biva poražen i svi pod njim bijahu pobijeni ... i Symeon umire u Bugarskoj, što svršava njegov život, nadvladan tugom i slomljena srca ... I čuvši o Simeonovoj smrti, susjedni narodi, Hrvati, Mađari i ostali, odluče napasti Bugare ...
- Georgius Cedrenus:

U mjesecu svibnju, tijekom 15. indikcije, Symeon, vladar Bugara, napadne Hrvate, i, u borbi s njima, biva poražen u neprohodnoj regiji i izgubi svu vojsku ... Symeon umire od infarkta u Bugarskoj ... Zatim, čuvši o Simeonovoj smrti, susjedni narodi, Mađari, Srbi, Hrvati i ostali odlučiše napasti Bugare
- Georgius Hamartolus:

Na 27. dan u mjesecu svibnju, tijekom 15. indikcije, Symeon, Bugarski knez, vodio je bitku protiv Hrvata, i, boreći se, biva poražen, i svi pod njim mrtvi. Zatim napadnut od neizlječivog infarkta, nestade, biva u svemu griješan čovjek ... Postavio je Petra, svog sina, kao kneza ...
- Konstantin Porfirogenet:

Sada, u tom vremenu ti isti Bugari pod Agoboturom uđu u Hrvatsku za rat, i tamo bivaju svi pobijeni od Hrvata
- Joannesa Zonare:

Ali bugarski vladar Simeon, krvožedan i nemiran čovjek, napadne hrvatski narod i, poražen u neprohodnoj regiji, izgubi svu vojsku... Simeon umire slomljenog srca (infarkt).
- Nestorova kronika (Povijest minulih godina):

I god 6430 (942). Simeon hodil na horvatov, i pobedili ego horvaty,  i umer, ostaviv Petra, svoego syna, knyazem nad bolgarami.